# سیاران برنان
سیاران برنان (انگلیسی: Ciaran Brennan؛ زادهٔ ۵ مهٔ ۲۰۰۰) بازیکن فوتبال است.
از باشگاه‌هایی که در آن بازی کرده‌است می‌توان به باشگاه فوتبال شفیلد ونزدی اشاره کرد.
وی همچنین در تیم‌های ملی فوتبال Republic of Ireland national under-18 football team و Republic of Ireland national under-19 football team بازی کرده‌است.